# Beartooth Highway

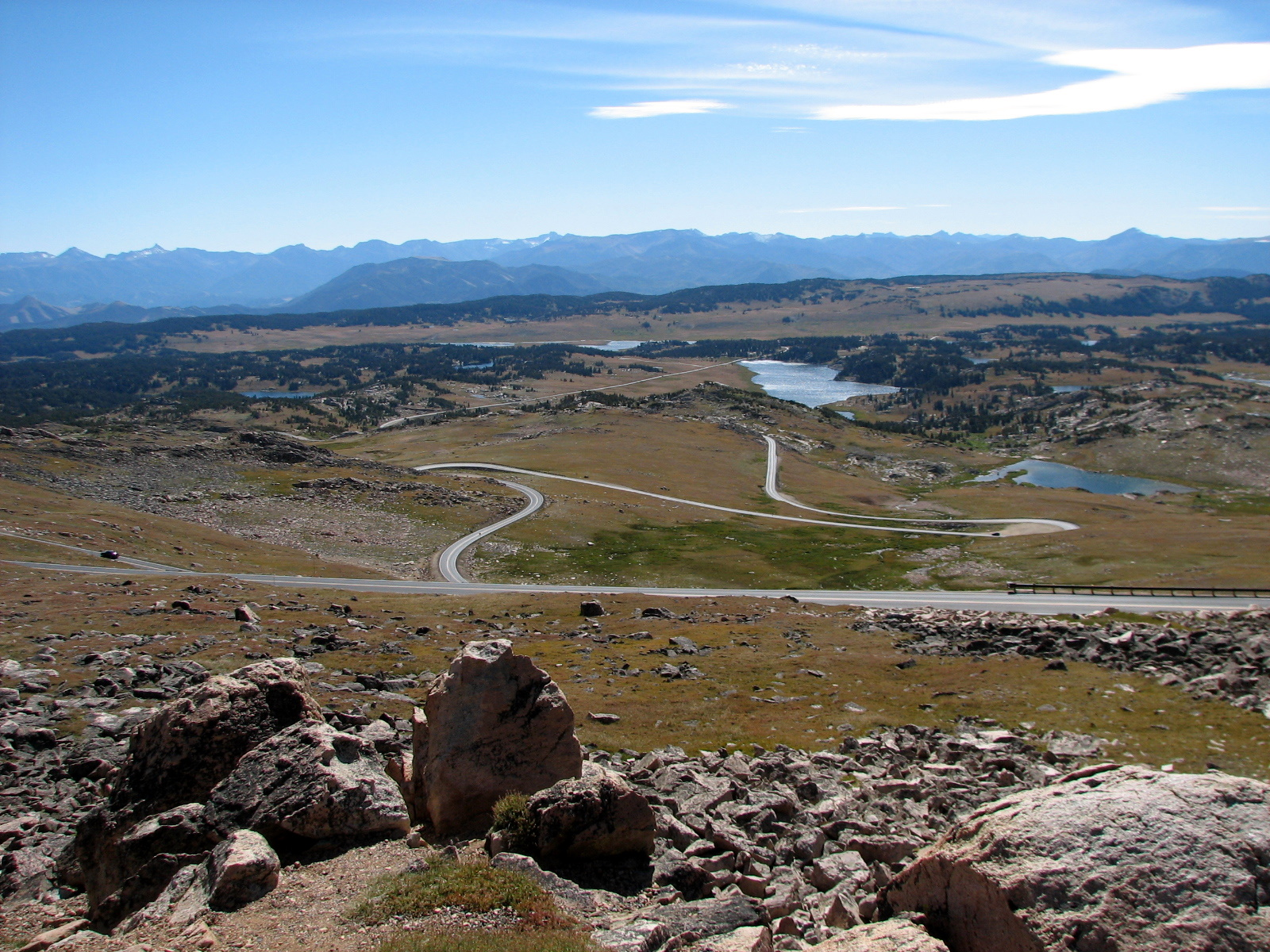
Blick vom Aussichtspunkt nahe dem Beartooth Pass nach Südwesten

Der Beartooth Highway ist eine 111 km (69 Meilen) lange All-American Road zwischen den Ortschaften Red Lodge im US-Bundesstaat Montana und Cooke City im US-Bundesstaat Montana, gleich angrenzend an den Nordost-Eingang in den Yellowstone-Nationalpark. 
Er führt dabei vom oberen Flusstal des Rock Creek über die Beartooth Mountains zum südlich verlaufenden Oberlauf des Clarks Fork Yellowstone River. Der mittlere Streckenabschnitt liegt im US-Bundesstaat Wyoming und erreicht am Beartooth Pass eine Höhe von 3336 m (10,947 feet). Aufgrund seiner geographischen Höhe und den Beeinträchtigungen durch Schneefall ist der Pass normalerweise nur zwischen Mai und Oktober geöffnet. Der Highway ist Teil der U.S. Route 212.
Am 8. Mai 2014 wurde die Strecke als Kulturdenkmal in das National Register of Historic Places aufgenommen.

## Einzelnachweise

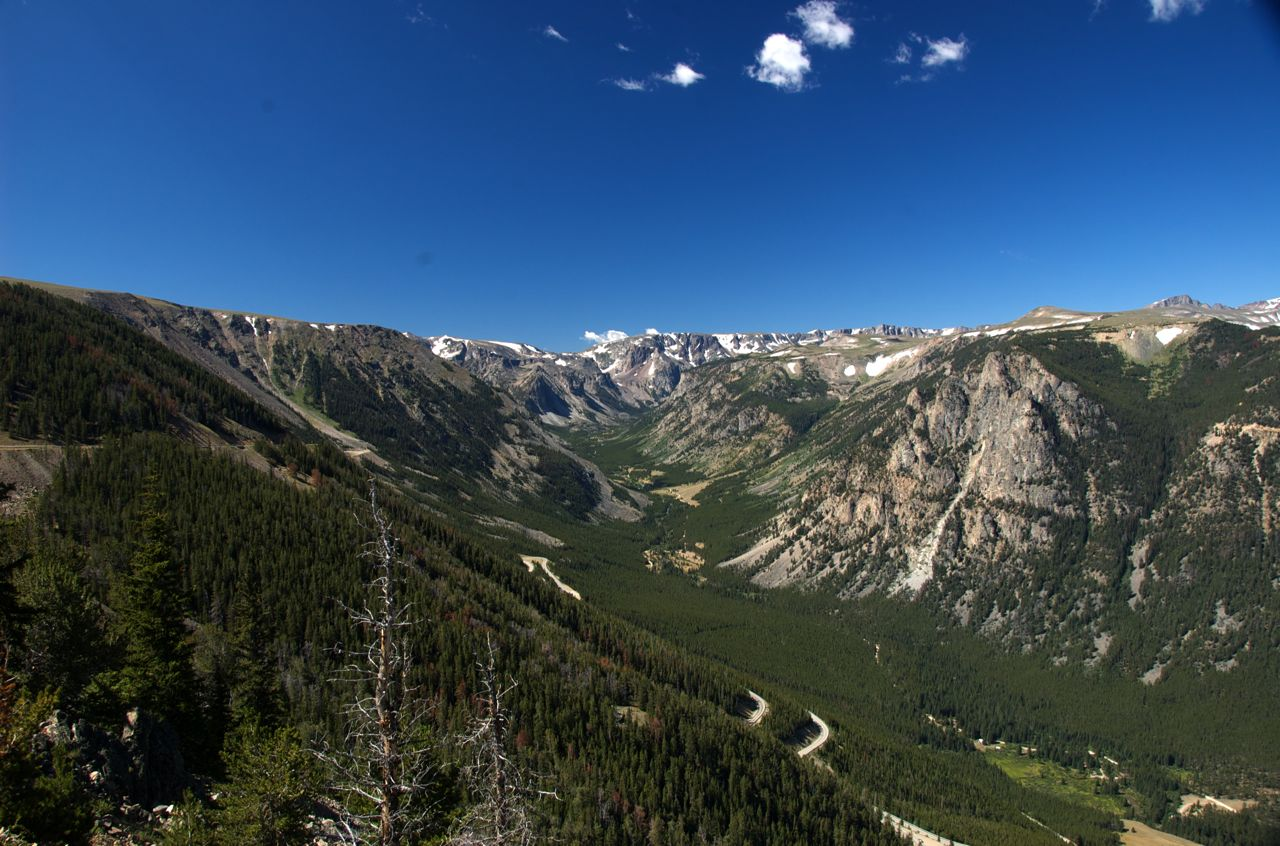
Blick vom Anstieg des Beartooth Highway auf das obere Flusstal des Rock Creek